# O Primo Basílio (minissérie)
O Primo Basílio é uma minissérie brasileira produzida e exibida pela TV Globo de 9 de agosto a 2 de setembro de 1988, em 16 capítulos.
Escrita por Gilberto Braga e Leonor Bassères, sob a direção de Daniel Filho, foi inspirada na obra homônima de Eça de Queiroz.
Contou com as atuações de Marcos Paulo, Giulia Gam, Marília Pêra e Tony Ramos.

## Enredo
A história se passa na Lisboa do século XIX. O jovem Basílio acaba de chegar da Inglaterra e só tem olhos para Luísa, a sua bela e doce prima. Os dois são apaixonados desde a infância e, quando ele volta, essa paixão se torna incontrolável. Basílio é obrigado a viajar para o Brasil a negócios e antes de partir promete se casar com Luísa quando regressar a Portugal. Durante os primeiros meses no distante país, Basílio escreve para Luísa com alguma assiduidade. Com o passar do tempo, deixa de mandar notícias, até que acaba por escrever que havia decidido terminar o relacionamento, pois não queria mais fazê-la sofrer pela sua ausência, e que ela pudesse ser feliz, pois ele iria demorar a voltar.
Os anos se passam e Luísa, após forte depressão, retoma a sua vida social. Conhece Jorge, um jovem engenheiro, com quem se casa e vive uma felicidade aparente, até a morte de uma velha tia dele. Além de uma pequena fortuna, Jorge herda uma empregada, Juliana, mulher cruel, amargurada e muito invejosa. O tempo passa e Luísa perde as esperanças de reencontrar seu grande amor, o primo Basílio. Para abalar a felicidade do casal, está de volta o sedutor Basílio, que novamente arrebata Luísa de paixão e a deixa descontrolada de amor. O adultério acontece numa viagem de Jorge, e o casal de primos passa a se encontrar em um local privado num bairro pobre lisboeta, e ela se sente mal pela traição. O caso é descoberto por Juliana através de várias cartas que Basílio escrevia para Luísa, com juras de amor eterno e lembranças dos encontros deles. Juliana passa a chantagear a patroa criando um clima de terror e passa a torturar Luísa com acusações.
A infelicidade de Luísa aumenta quando se sente usada pelo amante e descobrir que realmente ama de verdade Jorge, seu marido, que agora está de volta. Ela sente que poderá perdê-lo por causa das ameaças de Juliana, que pede a ela 600 mil réis em troca do silêncio. Luísa não dispõe da quantia e passa a servir Juliana numa mudança de posição. A criada vira patroa, e a patroa ocupa o lugar da criada. Jorge não entende nada e Luísa tem que mentir, dizendo que Juliana está doente e não aguenta mais os serviços de casa, enquanto sofre ao ter que esconder a traição do marido e por Basílio nunca mais tê-la procurado, confirmando que ele só a usou. Ela se sente mal em ter que conviver com mentiras, ameaças e chantagens.

## Elenco
| Interprete         | Personagem              |
| ------------------ | ----------------------- |
| Marília Pêra       | Juliana                 |
| Giulia Gam         | Luísa                   |
| Tony Ramos         | Jorge                   |
| Marcos Paulo       | Basílio                 |
| Beth Goulart       | Leopoldina Noronha      |
| Pedro Paulo Rangel | Sebastião               |
| Sérgio Viotti      | Conselheiro Acácio      |
| Marilu Bueno       | Dona Felicidade         |
| José de Abreu      | Julião Zuzarte          |
| Zilka Salaberry    | Tia Vitória             |
| Louise Cardoso     | Joana                   |
| Fábio Sabag        | Castro                  |
| André Valli        | Ernesto Ledesma         |
| Guilherme Leme     | Pedro                   |
| Oswaldo Louzada    | Cunha Rosado            |
| Ênio Santos        | Senhor Paula dos Móveis |
| Miryam Thereza     | Helena                  |
| Thelma Reston      | Gertrudes               |
| Paulo Guarnieri    | Fernando                |
| Walney Costa       | Visconde Reinaldo       |
| Norma Geraldy      | Dona Henriqueta         |

### Participações especiais
| Interprete           | Personagem                                        |
| -------------------- | ------------------------------------------------- |
| Alexandra Marzo      | Mariana                                           |
| Alexandre Zacchia    | Policial Mendes                                   |
| Ângela Rebello       | Raimunda                                          |
| Carmem Silva         | dona Virgínia Lemos                               |
| Cláudio Mamberti     | João Noronha                                      |
| Denise Fraga         | Natália                                           |
| Eduardo Lago         | Arnaldo                                           |
| Fafy Siqueira        | ex-patroa de Juliana                              |
| Guida Viana          | Justina                                           |
| Henriqueta Brieba    | dona Rita                                         |
| Humberto Catalano    | Gouveia                                           |
| Ibanez Filho         | Messias                                           |
| Isaac Bardavid       | Artur                                             |
| Lafayette Galvão     | Alves Coutinho                                    |
| Lajar Muzuris        | Visconde Andreolli                                |
| Lídia Mattos         | dona do cortiço onde Luísa e Basílio se encontram |
| Ludoval Campos       | cliente de Tia Vitória                            |
| Maria Cristina Gatti | cliente de Tia Vitória                            |
| Maria Lúcia Dahl     | Dona Jojó                                         |
| Nica Bonfim          | Damiana                                           |
| Raul Gazolla         | cliente de Tia Vitória                            |
| Renato Consorte      | Vicente Azurara                                   |
| Thaís Portinho       | Dona Ana da Silveira                              |
| Tonico Pereira       | Mendonça                                          |
| Turíbio Ruiz         | testamenteiro de dona Virgínia                    |
| Vic Militello        | carvoeira                                         |

## Exibição
Foi reexibida na íntegra pelo Viva de 28 de outubro a 18 de novembro de 2013, substituindo Mad Maria e sendo substituída por Hilda Furacão, às 23h10.
Foi também reprisada dentro do quadro Novelão, do programa vespertino Vídeo Show, num compacto de 5 capítulos, substituindo a minissérie Hilda Furacão, de 30 de novembro a 4 de dezembro de 2015. No dia seguinte ao término desta reexibição, morreu a atriz Marília Pêra, que integrou o elenco original.